# Valerie Harper

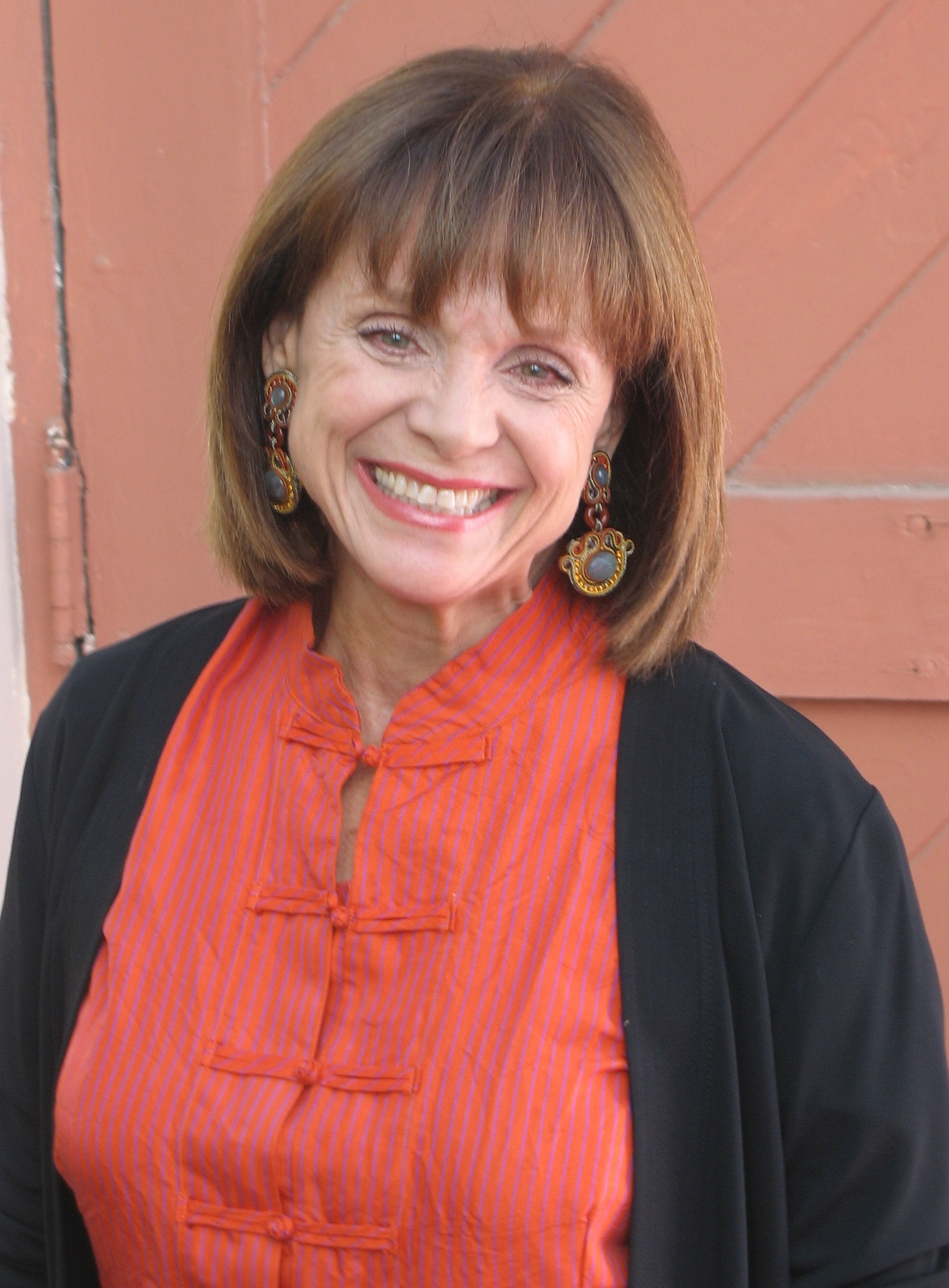
Valerie Harper (2007)

Valerie Harper (* 22. August 1939 in Suffern, New York; † 30. August 2019 in Los Angeles, Kalifornien) war eine US-amerikanische Schauspielerin, die vor allem durch ihre Rollen in Fernseh-Sitcoms bekannt wurde.

## Leben und Karriere
Harper wurde vor allem ab dem Jahr 1970 durch ihre Rolle der Rhoda Morgenstern in der CBS-Sitcoms Mary Tyler Moore berühmt. Als jüdische Fensterdekorateurin Rhoda spielte sie in der Sitcom die Nachbarin und Freundin von Hauptdarstellerin Mary Tyler Moore. Die von Harper gespielte Figur erfreute sich großer Beliebtheit und bekam 1974 mit Rhoda ihre eigene Spin-Off-Fernsehserie, die bis 1978 produziert wurde. Von 1986 bis 1987 spielte Harper in den ersten beiden Staffeln von Der Hogan-Clan die Rolle der Familienmutter Valerie Hogan, die danach den Serientod erleidet. Im Original hieß die Sitcom anfangs nach ihrem Vornamen Valerie, nach ihrem Ausstieg aus der Serie und dem Tod ihrer Figur wurde sie in Valerie’s Family und später in The Hogan Family umbenannt.
Harper gewann im Laufe ihrer Karriere vier Emmys und einen Golden Globe. Seit Mitte der 1950er Jahre war sie an 70 Film- und Fernsehproduktionen beteiligt. Vor ihrem großen Durchbruch im Fernsehen in den 1970er-Jahren war Haper bereits als Tänzerin aktiv gewesen und hatte am Broadway gearbeitet. 2010 wurde sie für ihre Darstellung der alternden Diva Tallulah Bankhead in dem Stück Looped für den Tony Award als Beste Hauptdarstellerin nominiert. Harper stand bis in die 2010er-Jahre vor der Kamera und lieh zuletzt Gastfiguren in den Zeichentrickserien Die Simpsons und American Dad ihre Stimme.
Valerie Harper war von 1964 bis 1978 mit dem Schauspieler und Autor Richard Schaal verheiratet. Seit 1987 war sie mit dem Schauspieler Tony Cacciotti verheiratet, mit dem sie eine gemeinsame Tochter hat. Bei Valerie Harper wurde 2013 ein Hirntumor festgestellt, ihre Ärzte sagten ihr da eine Lebenserwartung von nur drei Monaten voraus. Am 30. August 2019 starb sie, acht Tage nach ihrem 80. Geburtstag, an Krebs.

## Filmografie (Auswahl)

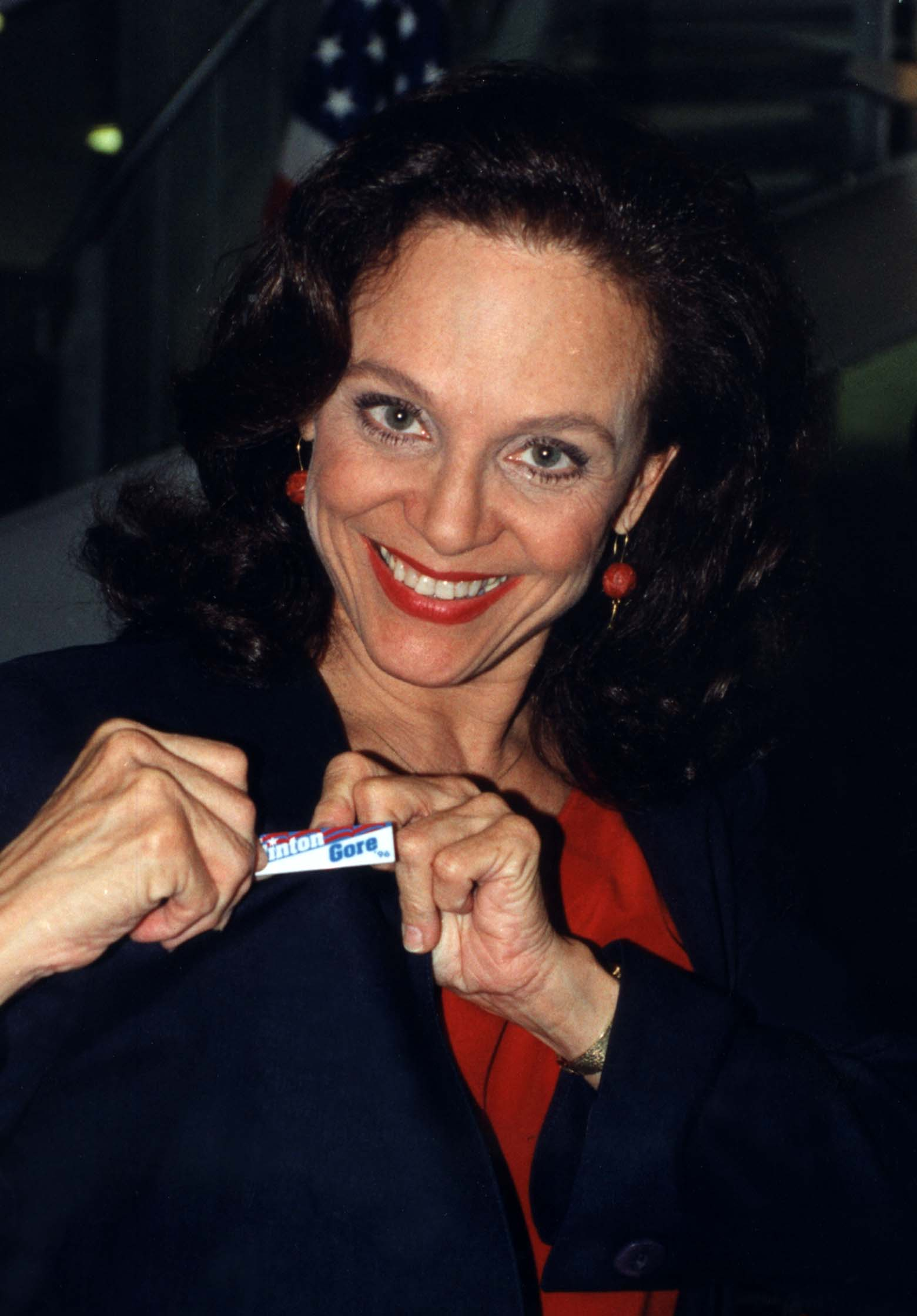
Valerie Harper (1996)

- 1956: Rock, Rock, Rock (Rock, Rock, Rock!)
- 1959: Li’l Abner
- 1970–1974, sporadisch bis 1977: Mary Tyler Moore (The Mary Tyler Moore Show, Fernsehserie, 92 Folgen)
- 1972: Columbo: Wenn der Eismann kommt (The Most Crucial Game; Fernsehfilm)
- 1974–1978: Rhoda (Fernsehserie, 110 Folgen)
- 1974: Der Superschnüffler (Freebie and the Bean)
- 1976: Die Muppet Show (The Muppet Show, Fernsehserie, 1 Folge)
- 1979: Das zweite Kapitel (Chapter Two)
- 1980: Einmal Scheidung, bitte! (The Last Married Couple in America)
- 1982: Die Pranke der Tigerin (Farrell for the People, Fernsehfilm)
- 1984: Schuld daran ist Rio (Blame It on Rio)
- 1986: Love Boat (Fernsehserie, 2 Folgen)
- 1986–1987: Der Hogan-Clan (Valerie, Fernsehserie, 32 Folgen)
- 1990: Gib ihn mir wieder (Stolen: One Husband, Fernsehfilm)
- 1990: City (Fernsehserie, 13 Folgen)
- 1991: Perry Mason und das Loch im Alibi (Perry Mason: The Case of the Fatal Fashion, Fernsehfilm)
- 1994: Tod eines Cheerleaders (A Friend To Die For, Fernsehfilm)
- 1996, 1999: Ein Hauch von Himmel (Touched By An Angel, Fernsehserie, Folgen 2.22, 5.22)
- 1997: Skip und die Farm der sprechenden Tiere (Dog’s Best Friend, Fernsehfilm)
- 1998: Melrose Place (Fernsehserie, 2 Folgen)
- 1999: Sex and the City (Fernsehserie, Folge 2.15)
- 2000: Mary und Rhoda (Mary and Rhoda, Fernsehfilm)
- 2001: Die wilden Siebziger (That ’70s Show, Fernsehserie, Folge 3.19)
- 2002: Harvest Moon – Vollmond im September (Harvest Moon, Fernsehfilm)
- 2003–2004: Office Girl (Fernsehserie, Folgen 2.9 und 3.9)
- 2007: Golda’s Balcony
- 2009: Ehe ist… (Fernsehserie, Folge 4.5)
- 2011: Mein Freund aus der Zukunft (My Future Boyfriend, Fernsehfilm)
- 2011: Desperate Housewives (Fernsehserie, Folge 7.12)
- 2011–2012: Drop Dead Diva (Fernsehserie, 2 Folgen)
- 2011: Fixing Pete (Fernsehfilm)
- 2012: Shiver
- 2013–2018: Die Simpsons (Fernsehserie, Stimme in 7 Folgen)
- 2013: Hot in Cleveland (Fernsehserie, Folge 4.23)
- 2014/2019: American Dad (Fernsehserie, Stimme in 2 Folgen)
- 2014: Signed, Sealed, Delivered (Fernsehserie, Folgen 1.1–2)
- 2015: 2 Broke Girls (Fernsehserie, Folge 4.13)
- 2015: Melissa & Joey (Fernsehserie, Folge 4.7)
- 2016: Childrens Hospital (Fernsehserie, Folge 7.9)

## Nominierungen und Auszeichnungen
- 3 Emmys als beste Nebendarstellerin für Mary Tyler Moore
- Emmy und Golden Globe Gewinnerin als beste Hauptdarstellerin für Rhoda. 3 weitere Emmy-Nominierungen (in den Jahren 1976, 1977, 1978) und eine Golden-Globe-Nominierung (1975).
- 1975: Nominierung für den Golden Globe als Beste Nachwuchsdarstellerin für Der Superschnüffler
- 1980: Nominierung für den Golden Globe als Beste Nebendarstellerin für Das zweite Kapitel
- 2010: Nominierung für den Tony Award als Beste Hauptdarstellerin für das Theaterstück Looped